# Circonferenza dei flessi

Circonferenza dei flessi. Le accelerazioni sono in rosso, mentre le velocità in blu.

Si definisce circonferenza dei flessi, o primo cerchio di Bresse, il luogo dei punti che hanno, in un certo istante, accelerazione parallela alla velocità, cioè hanno accelerazione normale nulla. La traiettoria dei punti appartenenti a tale circonferenza mostra perciò un flesso, cioè la curvatura della traiettoria in quei punti è nulla.
Detto luogo è una circonferenza in quanto le circonferenze hanno la proprietà di essere luogo dei vertici di angoli che possiedono la medesima ampiezza se insistono sullo stesso arco.
Sia {\displaystyle P_{0}} il centro delle velocità e {\displaystyle K} il centro delle accelerazioni (l'unico punto del corpo che possieda accelerazione nulla in un certo istante di tempo). Il punto {\displaystyle P_{0}} possiederà un'accelerazione inclinata rispetto alla congiungente {\displaystyle {\overline {KP_{0}}}} un angolo
{\displaystyle \gamma =\arctan \left({\frac {\alpha }{\omega ^{2}}}\right)}
dove {\displaystyle \alpha } è il valore dell'accelerazione angolare, mentre {\displaystyle \omega } quello della velocità angolare, essendo:
{\displaystyle {\vec {a_{P}}}={\vec {\alpha }}\times {\overrightarrow {KP_{0}}}-\omega ^{2}{\overrightarrow {KP_{0}}}}.
Analogamente la velocità di {\displaystyle K} sarà perpendicolare alla congiungente {\displaystyle {\overline {KP_{0}}}}. Quindi, preso un punto qualsiasi {\displaystyle M} sulla circonferenza dei flessi, la sua velocità e la sua accelerazione saranno dirette comunque verso il punto {\displaystyle I} e quindi parallele tra loro. Questo accade perché l'angolo {\displaystyle {\widehat {KMI}}} insisterà sempre sull'arco {\displaystyle KI}, mentre l'angolo {\displaystyle {\widehat {P_{0}MI}}} insisterà comunque sul diametro della circonferenza.